# Barraca XXIV (Aiguamúrcia)
La Barraca XXIV és una obra d'Aiguamúrcia (Alt Camp) inclosa a l'Inventari del Patrimoni Arquitectònic de Catalunya.

## Descripció
Barraca de planta rectangular i associada al marge per la seva façana dreta. La cornisa és horitzontal amb la darrera filada al rastell, i la coberta de pedruscall. El portal és dovellat i a la seva esquerra hi veurem una menjadora igualment dovellada. La seva orientació és Sud.
A l'esquerra de la construcció hi veurem també un paravent.
La seva planta interior és també rectangular, i amida: fondària 2'00m, amplada 3'06m. Com a element funcional, a l'interior només hi trobarem una altra menjadora, aquesta rematada amb una llinda. L'estança està coberta amb una falsa cúpula tapada amb una llosa. Alçada màxima 2'65m.